# 마한드라 델피노
마한드라 델피노(Majandra Delfino, 1981년 2월 20일 ~ )는 미국의 배우이자 가수이다.

## 출연 작품
- 레이터 데이즈 (2021)
- 밴드 에이드 (2017)
- 프렌즈 위드 베터 라이브즈 (2014)
- 패밀리 트랩 (2012)
- 커플로 살아남기 (2010)
- 멘 오브 어 서튼 에이지 (2009)
- 돈 컴 노킹 (2005)
- 뉴요커의 사랑 (2004)
- 그들만의 비상구 (2001)
- 나는 네가 지난 13일 금요일 밤에 한 일을 알고 있다 (2000)
- 트래픽 (2000)
- 더 시크릿 라이프 오브 걸즈 (1999)
- 로스웰 시즌1 (1999)
- 제우스와 록산느 (1997)